# جزر باليني

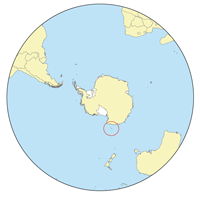
موقع جزر باليني

جزر الباليني هي أرخبيل بالمحيط المتجمد الجنوبي متكون من سلسلة جزر بركانية غير مأهولة.